# Araneus venatrix
Araneus venatrix este o specie de păianjeni din genul Araneus, familia Araneidae. A fost descrisă pentru prima dată de C. L. Koch, 1838. Conform Catalogue of Life specia Araneus venatrix nu are subspecii cunoscute.